# 星野由妃
星野 由妃（ほしの ゆき、本名：上野正希子（うえの まきこ）、1971年2月10日 - ）は、東京都出身の元女優、元歌手。六本木オフィスに所属していた。

## 来歴・人物
八王子実践高等学校卒業。
1987年、街でスカウトされ芸能界入り。当初は芸能界に興味がなく、漠然と英語教諭を目指していた。レコード会社のプロデューサー、デビュー当時所属していた芸能プロダクションに何度も熱烈なスカウトを受けていたが、何度も断り続けアイドル歌手としては18歳と遅いデビューとなった。決断の決め手はデモテープをレコーディングして作成したとき、レコーディングの楽しさを知ったこと。
ワーナーミュージック・ジャパンから1989年に「恋人達の長い夜」でデビュー。デビューまでの経緯はドキュメンタリー番組『地球発19時』で取り上げられ、総額1億円をかけた巨額プロモーションであることが公表された。
オリコン最高16位と事務所始まって以来の好調な滑り出しとなり、上半期新人女性アイドルとしても田村英里子に次ぐ好成績であった。同期には田村のほか島崎和歌子・中山忍・石原詢子・マルシア・細川直美がいた。
デビュー曲から本名で作詞をし、アーティスト性の強いアイドルとして売り出された。新人賞レースにも参加し、序盤の『メガロポリス歌謡祭』では優秀新人賞を受賞したが、日本レコード大賞新人賞では6番手で落選した。1991年の発売シングル『赤い傘』から曲も書き始め、更にアーティスト性は強くなっていった。
その後、CDの売上の不調によりスカウト時の担当プロデューサーが地方のレコード会社の営業所に飛ばされ、そのことに対して胸を痛め一時芸能界を引退する。本人が一番やりたかったことは歌だったという（『月刊デビュー』のインタビューで心情を語っている）。
1993年、事務所を移籍し、本名の上野正希子に改名してヘアヌード写真集を発売する。改名直後は単なる友人だったモト冬樹とスキャンダルが取り沙汰されたが「冬樹さんいい人だから申し訳ない」と恐縮していた。その後Vシネマ・映画・ドラマなどで活動し、女優中心の活動となるが、前述の写真集を発売した影響から、その活動の場は濡れ場が中心であった。その後上原真希子に改名、さらに2003年、「上原正希子」に改名し、酒井法子主演の連続ドラマ『女将になります!』に出演した。
2011年から映像コンテンツ権利処理機構に連絡のとれない権利者として掲載されている。
2025年5月21日CD『星野由妃　ゴールデン☆ベスト』をワーナーミュージック・ジャパンより発売。オリコンデイリーチャートで28位初登場。

## 音楽

### シングル
（以下ワーナーミュージック・ジャパンより発売）
1. 恋人達の長い夜 （1989.04.10） オリコン最高位16位
（c/w） ためらい
2. はなさないで （1989.08.10） オリコン最高位38位
（c/w） せつなすぎて
3. サヨナラなんて聴こえない （1990.01.25） オリコン最高位176位
（c/w） 恋人でいたのに
4. 真夏の影 （1990.06.10） オリコン最高位153位
（c/w） 夢中になりたい
5. わたしたちの手から… （1990.12.10）
（c/w） 優しさの温度
6. 赤い傘 （1991.05.10） オリコン最高位170位
（c/w） あてのない恋
7. FEEL （1991.12.21）
（c/w） BELIEVE
8. AZISAIYA〜紫陽花夜〜 （1992.06.25）
（c/w） Bath room

### アルバム
- DEMO（1989年）オリコン最高位96位 全編曲：若草恵

1.Do You Wanna Dance
作詞：上野正希子、作曲：広谷順子
2.恋人達の長い夜
作詞：上野 正希子&許瑛子、作曲：林哲司
3.さよならの時
作詞：許瑛子、作曲：上田知華
4.波も涙も暖かい
作詞・作曲：青木美恵子
5.ためらい －恋する気持－
作詞：上野 正希子&許瑛子　作曲：青木美恵子
6.微笑みにリグレット
作詞：森本抄夜子、作曲：林哲司

- エデンの街・オリジナルサウンドトラック（1990年）

NHKで単発放送された本人主演ドラマのサウンドトラックで自身も参加
- 星野由妃ゴールデン☆ベスト（2025年）

1. 恋人達の長い夜
2. ためらい　－恋する気持－
3. はなさないで
4. せつなすぎて
5. サヨナラなんて聴こえない
6. 恋人でいたのに
7. 真夏の影
8. 夢中になりたい
9. わたしたちの手から…
10. 優しさの温度
11. 赤い傘
12. あてのない恋
13. ＦＥＥＬ
14. ＢＥＬＩＥＶＥ
15. ＡＺＩＳＡＩＹＡ　紫陽花夜
16. Ｂａｔｈ　ｒｏｏｍ
17. さよならの時

## 出演

### 映画
- 修羅場の人間学
- 地獄堂霊界通信（1996年）

### テレビドラマ
- エデンの街（1990年）- ミツ 役（主演）
- お父さん（1990年）
- 映画みたいな恋したい 大災難（1991年）
- 火曜サスペンス劇場「不在証明」（1991年）
- 一瞬の真実（1994年）
- 殿さま風来坊隠れ旅 第19話「惚れたらダメよ極道のお嬢様」（1994年） - 竜神のお千加 役
- 金曜エンタテイメント「顔に降りかかる雨」（1994年） - 小林ゆかり 役
- 世にも奇妙な物語 聖夜の特別編 「テレパシー・ラブ」（1996年）
- 快刀!夢一座七変化（1997年）
- 一色京太郎事件ノート 祇園花見小路殺人事件（1997年） - 篠菊 役
- エステサロン白い肌殺人事件（1997年） - 新見静香 役
- 京都夜の祇園殺人事件（1997年）
- 作家 小日向鋭介の推理日記（1997年、1999年） - 町田純子 役
- 次郎長三国志 勢揃い二十八人衆喧嘩旅!（1998年）
- 車椅子の弁護士・水島威（1999年） - 堀井夏美 役
- はぐれ刑事純情派（2000年）第19話「夫がチカン!?噂を流された女」 - 平井佳乃　役（上原真希子名義）
- バブル
- 愛のことば（2001年）
- 女将になります!（2003年）
- 蝉しぐれ（2003年）
- 警視庁鑑識班（2004年） - 塚田淳子 役

### オリジナルビデオ
- 妖女伝説セイレーン2
- 疵・血の黙示録
- くノ一忍法帖IV 忠臣蔵秘抄
- 大江戸浮世風呂譚・卍舞

### ラジオ
- 関根勤のTOKYOベストヒット

### CM
- 沖電気工業 ノートパソコン（1991年）
- コニカ カメラ 大画面ズーム（1991年）

## 写真集
- 星野由妃写真集（1989年10月、近代映画社、撮影：塚田和徳）ISBN 978-4764816213
- figlia（1993年11月、ワニブックス、撮影：渡辺達生）ISBN 978-4847023446
- 私生活（1995年2月、ぶんか社、撮影：ZIGEN）ISBN 978-4821120321